# Conscience du trouble
La notion de conscience du trouble (en anglais : insight) est utilisée en psychiatrie et en psychologie pour exprimer si le patient reconnaît ou non souffrir de telle ou telle maladie,,.

## Droit canadien
En droit canadien, la conscience du trouble peut influer sur la capacité du patient de consentir aux soins. Un patient qui nie son diagnostic médical ou qui refuse de prendre ses médicaments peut être déclaré inapte par le tribunal.